# グレイハウンド・オーストラリア
グレイハウンド・オーストラリア（英: Greyhound Australia Pty Ltd）は、オーストラリアで最大の長距離バス会社である。

## 概要
クイーンズランド州トゥーンバで1928年に設立されたのを端緒とする。1905年設立のパイオニア・コーチラインと1992年に合併し社名をグレイハウンド・パイオニアと称し、以後マカフィティーズ、トラベルコーチ、サンコースト・パシフィックコーチ、バス・オーストラリアなどを加え現在の規模に成長した。本社はクイーンズランド州ブリスベン。アメリカ合衆国の長距離バス会社「グレイハウンド」とは別会社。

## 主要路線

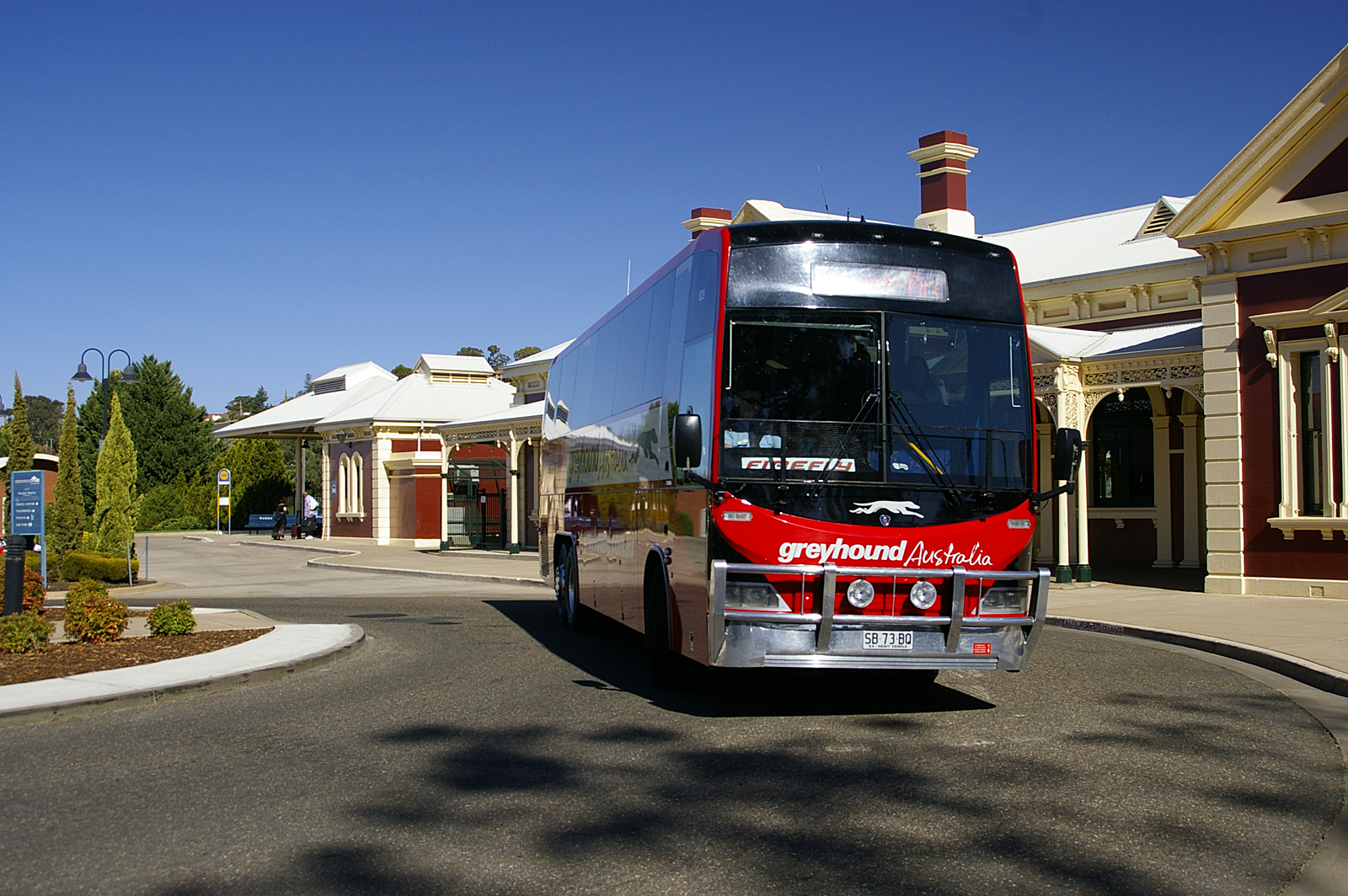
ウォガウォガ駅前のグレイハウンド・オーストラリアのバス

- シドニー - キャンベラ
- シドニー - ブリスベン
- シドニー - メルボルン
- シドニー - アデレード
- ブリスベン - ケアンズ
- キャンベラ - メルボルン
- アデレード - アリススプリングス
- タウンズビル - アリススプリングス
- ダーウィン - アリススプリングス
- ダーウィン - ブルーム